# 73883 Asteraude
73883 Asteraude è un asteroide della fascia principale. Scoperto nel 1997, presenta un'orbita caratterizzata da un semiasse maggiore pari a 2,3637973 UA e da un'eccentricità di 0,1472222, inclinata di 8,31234° rispetto all'eclittica.
L'asteroide è il primo scoperto da un astrofilo associato all'AUDE (Association des Utilisateurs de Detecteurs Electroniques) e gioca sulla quasi omofonia in francese con la parola Astéroïde, ovvero asteroide.